# 细焰笔螺
细焰笔螺（学名：Strigatella pica），是新腹足目笔螺科焰笔螺属的一种。主要分布于印度尼西亚、台湾，常栖息在潮间带。